# Saxonia (Schiff, 1846)
Der Raddampfer Saxonia wurde 1846 in Riesa gebaut. Im Jahr 1848 wurde das Schiff in Constitution umbenannt. 1853 erhielt es wieder den Namen Saxonia.

## Die Zeit bis 1847
Am 28. November 1845 gründeten der Kaufmann und Schokoladenfabrikant Ernst Louis Aulhorn, der Klempner Carl Christian August Weigel und der Schiffsführer Carl Naumann, die K. S. Elb-Dampfschiffahrt zum Personen- und Gütertransport zwischen Hamburg und Prag. Sie erhielten die Konzession mit der Einschränkung eines Halteverbotes zwischen der Augustusbrücke, der damals einzigen Dresdner Elbbrücke, und der böhmischen Grenze.
Nach mehreren Verzögerungen kam das in Riesa gebaute hölzerne Schiff am 1. März 1846 in Dresden an. Seine Geschwindigkeit flussaufwärts betrug dabei 3,2 Knoten. An diesem Tag sollte es eigentlich schon das erste Mal nach Aussig fahren. Die Probefahrt wurde deshalb verschoben und sollte dann von Dresden nach Weltrus führen. Dort sollte das Schiff am 21. März ankommen. Aufgrund technischer Probleme begann die Probefahrt erst am 25. März. Die Saxonia legte die Strecke in mehreren Etappen zurück. Am 25. März legte das Schiff 5 Uhr in Dresden ab und erreichte Leitmeritz um 22 Uhr. Nach einem Zwischenstopp erreichte es am 26. März 1846 um 17 Uhr Mělník. Erst am 28. März legte es um 4 Uhr in Mělník ab und erreichte nach 19 km um 10 Uhr das an der Moldau gelegene Weltrus. Ab dem 19. April 1846 sollte der Linienverkehr aufgenommen werden. Die Strecke Dresden–Mělník sollte dabei im zweitägigen Rhythmus befahren werden.
Die Fahrkarten verkaufte der Polizei-Bezirks-Vorsteher G. A. Lobeck in der Wilsdruffer Gasse 32. Die erste Fahrt endete allerdings nach dem Platzen eines Dampfrohres in Aussig. Über weitere Fahrten des Schiffes ist nichts bekannt. 1848 kaufte die John Andrews gehörenden K. K. priv. Elbe-Dampfschiffahrt das Schiff.

## Die Zeit nach dem Verkauf
Das Schiff wurde in Constitution umbenannt und kam gemeinsam mit der Germania und der Bohemia zum Einsatz.
John Ruston, der nach dem Tod von John Andrews die Schiffahrtsgesellschaft übernommen hatte, sah in der Eisenbahn Dresden–Prag, die am 6. April 1851 eröffnet wurde, eine Konkurrenz und für die Personenschifffahrt auf der Elbe keine Zukunft mehr. Aus diesem Grund verkaufte er am 3. Februar 1851 neben der Constitution auch die anderen beiden Schiffe Bohemia und Germania inklusive der Schifffahrtskonzession für 25.000 Taler an die Vereinigte Sächsisch-Böhmische Dampfschiffahrt.
1853 wurde das Schiff in Krippen umgebaut und die Hochdruckdampfmaschine durch eine Niederdruckdampfmaschine ersetzt. Das Schiff erhielt nach dem Umbau seinen alten Namen Saxonia zurück. Am 29. August 1859 wurde der Betrieb des Dampfkessels für die Passagierbeförderung untersagt. Daraufhin kam das Schiff als Schleppdampfer zum Einsatz. Am 23. Juli 1860 wurde es nach Hamburg verkauft.

## Die Dampfmaschine
Die Maschine war eine Zweizylinder-Hochdruck-Dampfmaschine mit 6 bar Dampfdruck ohne Einspritzkondensation mit einer Leistung von 135 PS. Gebaut wurde sie, wie auch der Dampfkessel von der in Kassel ansässigen Maschinenbaufirma Henschel & Sohn. Die Herkunft der 1853 eingebauten Niederdruckdampfmaschine ist unbekannt. Mit einiger Sicherheit handelte es sich um eine oszillierende Niederdruck-Zweizylinder-Zwillings-Dampfmaschine.

## Kapitäne des Schiffes
- C. Hering 1855
- E. Täubrich 1856
- M. Müller 1857–1858
- Ignaz Hora 1859
- W. Steinberg 1860